# Cold Case
Cold Case er en amerikansk tv-serie. Serien er produceret af Jerry Bruckheimer
Serien handler om drabsafdeligen i Philadelphia når de efterforsker uopklarede sager.

## Medvirkende
- Kathryn Morris som Lilly Rush
- Justin Chambers som Chris Lassing
- Danny Pino som Scotty Valens
- John Finn som John Stillman
- Jeremy Ratchford som Nick Vera
- Thom Barry som Will Jeffries
- Tracie Thoms som Kat Miller